# Henriikka Tavi
Henriikka Tavi, född 4 januari 1978, är en finsk poet och översättare. Tavis diktsamling Toivo belönades år 2011 med Kalevi Jäntti-priset. Den svenska översättningen Hoppet av Henrika Ringbom belönades sedan med utmärkelsen Årets översättning 2015.